# Valea Doftanei
Valea Doftanei là một xã thuộc hạt Prahova, România. Dân số thời điểm năm 2002 là 6889 người.